# پل بوکوز
پل بوکوز (فرانسوی: Paul Bocuse‎; تلفظ می‌شود [pɔl bokyz]; ۱۱ فوریهٔ ۱۹۲۶ – ۲۰ ژانویهٔ ۲۰۱۸) یک آشپز مشهور اهل فرانسه بود.
وی به سبب رستوران‌های باکیفیت و روش‌های نوآورانه‌اش در آشپزی شهرت داشت. او چه به‌طور مستقیم و چه غیرمستقیم مشارکت‌های ارزنده‌ای در زمینهٔ علم خوراک‌شناسی داشت. وی در سال ۱۹۷۵ میلادی برای نخستین بار، «سوپ قارچ دنبلان» (فرانسوی: Soupe aux Truffes‎) را جهت یک مراسم شام رسمی ریاست‌جمهوری در کاخ الیزه ابداع و ارائه کرد. پس از آن نیز، این سوپ را با عنوان «سوپ .V.G.E» در یکی از رستوران‌هایش در لیون عرضه می کرد که این نام، برگرفته از حروف آغازین نام و نام‌خانوادگی والری ژیسکار دستن (بیستمین رئیس‌جمهور فرانسه) بود. پل بوکوز، به دلیل نوآوری در آشپزی، بعنوان یک آشپز حرفه‌ای مدرن شناخته می‌شد که تمرکز خود را برای تهیه غذاهای کم‌کالری و پذیرایی بی‌عیب و نقص گذارده بود. «انستیتو آشپزی آمریکا» در ۳۰ مارس ۲۰۱۱ میلادی از او تجلیل به‌عمل آورد و جایزه «آشپز قرن» را به وی تقدیم کرد.
وی بابت فعالیت‌های حرفه‌ای و خدماتش در زمینهٔ آشپزی فرانسوی برندهٔ مدال لژیون دونور شد.
پل بوکوز، آشپز اصلی ضیافت اصلی جشن‌های ۲۵۰۰ ساله شاهنشاهی ایران بود. هوشنگ نهاوندی، در کتابش با عنوان «محمدرضا شاه پهلوی، آخرین پادشاه ایران»، به نقل از کتاب «ژان-فرانسوا بازن» می‌نویسد:

## مرگ
بوکوز در سن ۹۱ سالگی  در ۲۰ ژانویه سال ۲۰۱۸  به علت بیماری پارکینسون در کلانشهر لیون در همان اتاق بالاتر از رستوران خود که در سال ۱۹۲۶ به دنیا آمد، درگذشت.